# Innocent Vassiliev
Pour les articles homonymes, voir Innocent.
Mgr Innocent, né Valéri Fiodorovitch Vassiliev (en russe : Валерий Фёдорович Васильев; le 9 octobre 1947 à Staraïa Roussa, dans l'oblast de Novgorod), est un évêque de l'Église orthodoxe russe, actuel métropolite de Vilnius et de Lituanie.

## Biographie
En 1969, il est admis à l'Institut d'Etat des relations internationales de Moscou dont il est diplômé en 1974. Il sera également diplômé du séminaire théologique de Moscou par la suite.
En mai 1981, il est ordonné diacre, puis prêtre en août de la même année. Il devient alors prêtre de l'église de la petite ville de Mikhailovka. En 1985, il devient prêtre puis recteur de l'église de la Nativité du Christ dans la ville de Khabarovsk.
En 1991, il est élevé au rang d'archiprêtre.
Le 15 janvier 1992, il est tonsuré moine à la laure de la Trinité Saint-Serge sous le nom monastique d'Innocent, puis il est consacré évêque peu après, avec le titre d'évêque de Khabarovsk et de Blagoveschensk.
le 18 juillet 1995, il est nommé évêque de Dmitrov et vicaire du diocèse de Moscou.
Le 6 octobre 1999, il est nommé évêque du diocèse de Chersonèse (couvrant une grande partie de l'Europe occidentale), charge qu'il occupe jusqu'en 2010.
Il devient membre titulaire de l'Assemblée des évêques orthodoxes de France.
Le 25 février 2002, il est élevé au rang d'archevêque.
Il fut le président de la Commission du Patriarcat de Moscou pour le dialogue avec l'Église orthodoxe russe hors frontières.
Le 24 décembre 2010, à la suite de la prise de retraite du métropolite Chrysostome de Vilnius pour raisons de santé, l'archevêque Innocent est nommé nouvel archevêque de Vilnius et de Lituanie.
Le 20 novembre 2016, il est élevé à la dignité de métropolite à la cathédrale du Christ-Sauveur de Moscou, «pour le service diligent de l'Église de Dieu et en tenant compte du 25e anniversaire de la chirotonie épiscopale».
Le 17 mars 2022, il fait publier sur le site officiel de son éparchie, une déclaration selon laquelle: « La position de l'Église orthodoxe en Lituanie est inchangée: nous condamnons fermement la guerre de la Russie contre l'Ukraine et prions Dieu à sa fin le plus rapidement. Comme vous l'avez probablement déjà remarqué, le Patriarche Cyrille et moi avons des opinions politiques et des perceptions différentes des événements actuels. Ses déclarations politiques sur la guerre en Ukraine sont son opinion personnelle. En Lituanie, nous ne sommes pas d'accord avec cela. ».